# Thor Delta G
Thor Delta G (Delta G) – amerykańska rakieta nośna serii Delta. Pod względem konstrukcyjnym podobna do Delty E, nie posiadała jednak trzeciego członu. Startowała 2 razy.

## Starty
1. 14 grudnia 1966, 19:20 GMT; s/n Delta 43; miejsce startu: Przylądek Canaveral (LC17A), USA
Ładunek: Biosatellite 1; Uwagi: start udany
2. 7 września 1967, 22:04 GMT; s/n Delta 51; miejsce startu: Przylądek Canaveral (LC17B), USA
Ładunek: Biosatellite 2; Uwagi: start udany